# エルベ河の邂逅
『エルベ河の邂逅』（エルベがわのかいこう、ロシア語: Встреча на Эльбе、英語：Encounter at the Elbe）は、ソビエト連邦の映画。モスフィルムが1949年に製作した白黒映画である。第二次世界大戦末期に、東進を続ける連合国軍の米軍と西進を続けるソ連軍がドイツ東部を流れるエルベ川の沿岸で初めて出会った場面を背景に、米軍とソ連軍の葛藤を描くもので、終りの方で両軍の平和への誓いのシーンは「エルベの誓い」として知られている。
監督はグリゴーリー・アレクサンドロフ（Grigori Aleksandrov）。音楽はドミートリイ・ショスタコーヴィチで、日本語題名「エルベ河」（ロシア語題名：「郷愁」=ロシア語: Тоска по родине、作詞：エヴゲーニー・ドルマトフスキー、歌詞は「ロシア語: Спышен голос отчизны родимой...」=「生まれた祖国の声が聞こえる...」）などの歌曲が挿入されていて、この歌は日本でも歌声喫茶などでよく歌われた。